# Терапевтична приказка
Терапевтична приказка е приказка, помагаща за преодоляването на определени страхове на децата.